# Miss France 1947
Miss France 1947 est la 17e élection de Miss France. Yvonne Viseux, Miss Côte d'Azur 1946, remporte le titre.

## Déroulement
L'élection se déroule le 22 décembre 1947 au Palais de Chaillot à Paris,. Elle est présentée par Louis de Fontenay (Louis-Joseph Poirot, dit) et Henri Salvador. C'est la première élection depuis 1940, organisée par les journaux Cinévie et Le Parisien.
Les concurrentes défilent en robe de soirée puis en maillot de bain. Le jury choisit sans trop de mal la nouvelle miss. La dauphine est Miss Paris.
L'élection est le sujet d'un reportage de l'ORTF.

## Candidates
Les  40 candidates présentées dans le quotidien Cinévie les semaines précédant le concours étaient,, : 
Cependant, on peut remarquer que n'apparaît pas dans cette liste le nom de Miss Côte d'Azur, titre porté par Yvonne Viseux.
En outre, dans la presse sont présentées d'autres candidates : Jacqueline Marcellin, Annie Rouvre, Christiane Desablens, Pierrette Monnier (Miss Elégance), Yanick Guichard.
Une première sélection a lieu avant l'élection pour ne conserver que 24 candidates le soir de la finale.

## Composition du jury
Le jury se composait de :
- Louis de Fontenay
- Paul Joly, administrateur général du Parisien
- M. de Prémio-Réal, directeur général de Cinévie
- M.
- Suzy Delair
- Maggy Rouff
- Claire Mafféi
- Germaine Lecomte
- Jacques Becker
- Henri-Georges Clouzot
- André Négis, président de la presse départementale
- René Jeanne, président de l'Association française de la critique de cinéma
- Steve Passeur
- François Chalais
- Pierre Daninos
- Kees van Dongen
- Paul Colin
- Jean Effel
- Wladimir Porché
- Roger Ferdinand
- Albert Willemetz
- Ray Ventura
- Henri Kubnick
- Guy Lafarge
- Fernand Véran, vice-président de la Presse Artistique
- Raymond Sellier, secrétaire général de Cinévie
- France Roche, rédactrice en chef
- Une spectatrice tirée au sort parmi le public

## Classement final
| Résultat         | Candidate        | Région           |
| ---------------- | ---------------- | ---------------- |
| Miss France 1947 | Yvonne Viseux    | Miss Côte d'Azur |
| 1re dauphine     | Jacqueline Donny | Miss Paris       |
| 2e dauphine      |                  |                  |
| 3e dauphine      |                  |                  |
| 4e dauphine      |                  |                  |
| Top 12           |                  |                  |